# Anna Hahner
Anna Hahner (* 20. November 1989 in Hünfeld) ist eine deutsche Leichtathletin und Langstreckenläuferin. Sie wurde 2010 deutsche Meisterin in der Mannschaftswertung im 10-km-Straßenlauf. In der Öffentlichkeit tritt sie oft gemeinsam mit ihrer Zwillingsschwester Lisa Hahner unter der Eigenbezeichnung Hahner Twins auf.

## Werdegang
Anna Hahner wuchs im Nüsttaler Ortsteil Rimmels auf und begann mit 18 Jahren erst relativ spät mit der Leichtathletik. Nach einem Vortrag von Joey Kelly in Fulda wurde sie zusammen mit ihrer Schwester Lisa Hahner in diesem Sport aktiv.
Wenige Monate später gewannen sie 2007 Seite an Seite ihren ersten Halbmarathon beim Bad Hersfelder Lollslauf in 1:29 h, starteten dann bei Meisterschaften und für das Nationalteam. Gleich im ersten Jahr 2008 wurde sie dreimal Vizemeisterin in Juniorinnenwettkämpfen.
2009 folgte dann zuerst die Süddeutsche Meisterschaft über 5000 Meter sowie im gleichen Jahr der erste nationale Titel zur Deutsche Meisterin Juniorinnen Mannschaft über 10 km. 2009 wechselte Hahner den Trainer. Auf Jürgen Stephan folgte der Triathlet Sascha Wingenfeld. Das Jahr begann erfolgreich mit dem ersten Meistertitel im Einzel als Deutsche Meisterin im Cross der Juniorinnen sowie mit mehreren Siegen mit der Mannschaft. Von der Fuldaer Zeitung wurde sie zur Sportlerin des Jahres in Osthessen gewählt.
Im Jahr 2010 trat Hahner bei ihren ersten Europameisterschaften an und holte dort die Silbermedaille im U23-Cross mit der Mannschaft. Bei den Deutschen Meisterschaften im Crosslauf wurde sie deutsche Meisterin mit den Frauen des PSV Grün-Weiß Kassel und konnte ihren Titel im Cross der Juniorinnen erfolgreich verteidigen.
Am 11. September 2010 gewannen Simret Restle sowie Anna und Lisa Hahner den deutschen Meistertitel in der Mannschaftswertung im 10-km-Straßenlauf.
2011 wurde Wolfgang Heinig, Bundestrainer und Ehemann der ehemaligen Olympiateilnehmerin Katrin Dörre-Heinig, Trainer von Hahner. Im Herbst 2011 lief Anna in Köln ihren ersten Halbmarathon und erzielte in 1:13:38 h die viertbeste Zeit einer Deutschen im Jahr 2011.
Am 29. April 2012 gab Hahner ihr Marathon-Debüt mit dem erklärten Ziel, die Norm für die Olympischen Spiele 2012 zu schaffen.
Diese verpasste sie in Düsseldorf mit 2:30:14 h nur um 14 Sekunden. Am Ende der Saison wurde sie zur deutschen Läuferin des Jahres gewählt.
Im Mai 2013 wurde dann der in Kenia lebende italienische Coach Renato Canova Trainer von Hahner. Der Italiener trainierte unter anderem den Weltrekordhalter über 3000 Meter Hindernis Saif Saaeed Shaheen und war lange Jahre der Verantwortliche für Marathon in Italien.

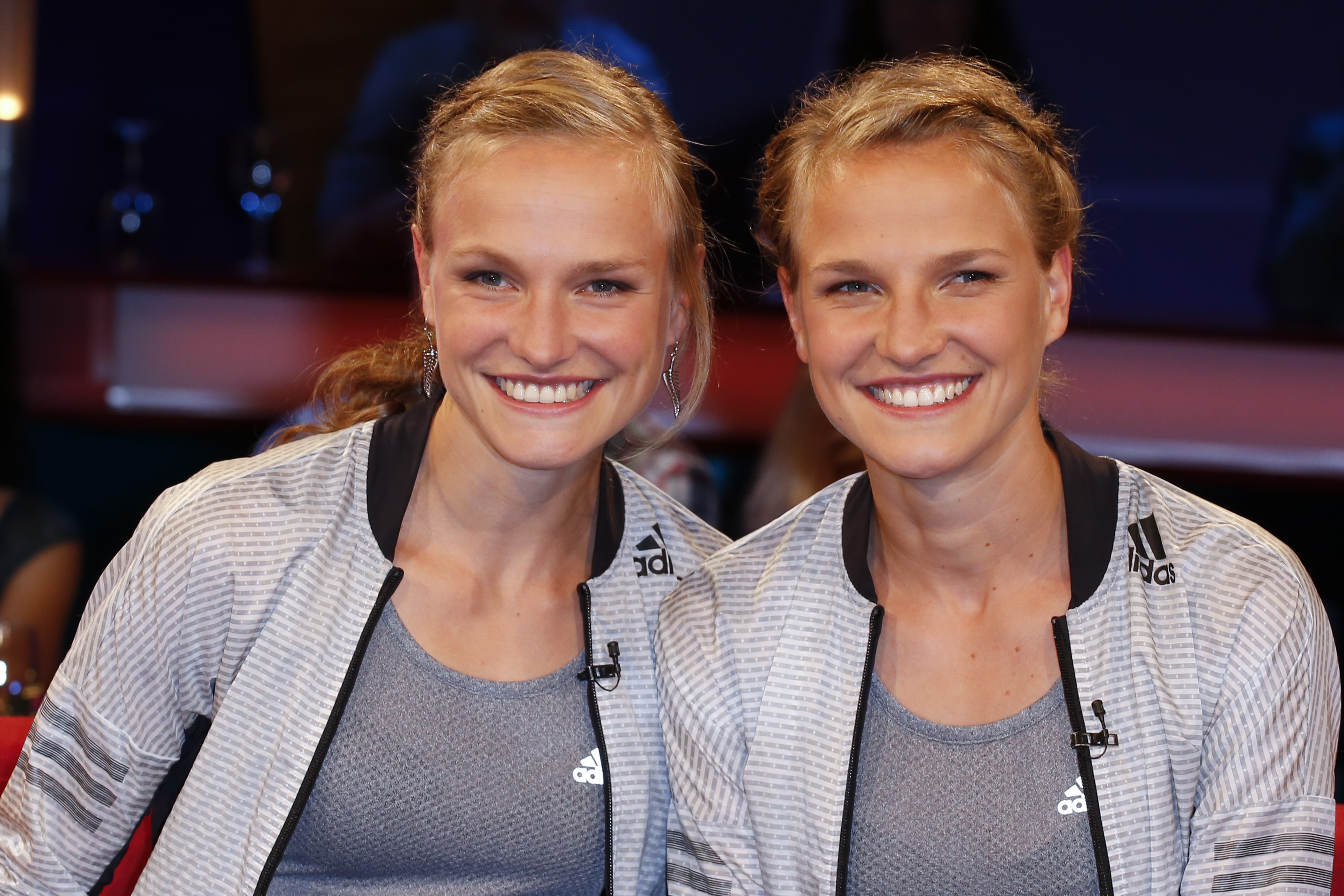
Anna und Lisa Hahner bei der NDR Talk Show, 2016

Anna Hahner studierte wie ihre Schwester Lisa an der Johannes Gutenberg-Universität Mainz auf Lehramt. Seit dem 3. September 2012 war sie Sportsoldatin bei der Sportfördergruppe in Mainz. Durch die Beendigung der Zusammenarbeit mit Bundestrainer Heinig wurde auch die Mitgliedschaft in der Sportfördergruppe beendet. Der Deutsche Leichtathletik-Verband erklärte, dass die Voraussetzungen für die Zugehörigkeit zur Sportfördergruppe nicht mehr gegeben seien.
Am 13. April 2014 gewann Hahner den Vienna City Marathon in 2:28:59 h und 2015 wurde sie hier Fünfte.
Im April 2016 gewann sie den Hannover-Marathon, nachdem die ursprüngliche Siegerin wegen Dopings nachträglich disqualifiziert worden war.

### Olympische Spiele 2016 und Folgejahre
2016 qualifizierte sich Anna Hahner im Januar für die Olympischen Spiele in Rio de Janeiro, nachdem die deutsche Olympianorm auf 2:30:30 h herunter gesetzt worden war. Beim Marathonlauf in Rio belegte sie den 81. Rang in 2:45:32 h. Ihre Schwester, mit der sie Hand in Hand über die Ziellinie lief, belegte den 82. Platz. Von vielen Seiten wurde Kritik für dieses unsportliche Verhalten laut. Der Sportdirektor des Deutschen Leichtathletik-Verbandes (DLV) Thomas Kurschilgen meinte, das Tempo für diese Platzierung habe den kämpferischen Sportsgeist des Großereignisses vermissen lassen, da sie mehr als 21 Minuten Rückstand auf die Siegerin hatten und mehr als 15 Minuten von ihren Bestleistungen entfernt waren. Beim Frankfurt-Marathon 2016 waren ihr Erscheinen und das ihrer Schwester wegen des Verhaltens bei den Olympischen Spielen unerwünscht.
Am 24. September 2017 belegte sie als beste Europäerin den fünften Rang beim Berlin-Marathon und erreichte die Norm für die Europameisterschaften 2018 in Berlin. Am 25. Februar 2018 wollte Anna Hahner den Tokio-Marathon laufen, musste aber das Rennen bereits nach wenigen Kilometern mit Schmerzen im Oberschenkel wieder beenden. Im November 2018 kündigte sie einen Vereinswechsel zum SCC Berlin an, wo sie wieder regelmäßiger mit ihrer Zwillingsschwester Lisa trainieren konnte und von Dan Lorang, dem ehemaligen Bundestrainer bei der Deutschen Triathlon Verband (DTU), trainiert wird.
Seit 2021 ist sie auch im Traillauf aktiv. Im Sommer 2022 wurde sie im Rahmen des ZUT über 82 km Deutsche Meisterin im Ultratraillauf.

### Privates
Anna Hahner war bis 2019 mit dem ehemaligen Leichtathleten Thomas Dold (* 1984) verheiratet. Bis 2018 managte und trainierte er auch Anna Hahner und ihre Zwillingsschwester. 2023 wurde sie Mutter eines Sohnes, 2025 kam ihre Tochter zur Welt.

## Sportliche Erfolge
| Datum/Jahr    | Platz | Wettbewerb                                    | Austragungsort           | Zeit     | Bemerkung |
| ------------- | ----- | --------------------------------------------- | ------------------------ | -------- | --- |
| 16. Juli 2022 | 1     | Zugspitz Ultratrail                           | Garmisch-Partenkirchen   | 09:59:07 | Supertrail XL, Deutsche Meisterin im Ultratraillauf                                                                |
| 2. Okt. 2021  | 1     | GutsMuths-Rennsteiglauf                       | Neuhaus am Rennweg       | 03:01:13 | Marathon-Strecke                                                                                                   |
| 29. Sep. 2019 | 23    | Berlin-Marathon                               | Berlin                   | 02:36:34 | Drittbeste Deutsche                                                                                                |
| 24. Sep. 2017 | 5     | Berlin-Marathon                               | Berlin                   | 02:28:32 | Beste Europäerin                                                                                                   |
| 3. Sep. 2017  | 2     | Deutsche Meisterschaften im 10-km-Straßenlauf | Bad Liebenzell           | 00:33:45 | Deutsche Vizemeisterin                                                                                             |
| 25. Juni 2017 | 2     | SportScheck-Lauf München                      | München                  | 01:18:38 | Halbmarathon, Zweite hinter Lisa Hahner                                                                            |
| 14. Aug. 2016 | 81    | Olympische Sommerspiele 2016                  | Rio de Janeiro           | 02:45:32 | [ 29 ] |
| 10. Apr. 2016 | 1     | Hannover-Marathon                             | Hannover                 | 02:30:35 | Die ursprüngliche Siegerin wurde wegen Dopings im August disqualifiziert.                                          |
| 14. Feb. 2016 | 9     | Mitja Marató de Barcelona                     | Barcelona                | 01:14:03 | Halbmarathon in Barcelona; vierte Deutsche                                                                         |
| 11. Okt. 2015 | 2     | Bad Hersfelder Lollslauf                      | Bad Hersfeld             | 01:19:44 | Halbmarathon, Zweite hinter ihrer Schwester Lisa (01:14:05)                                                        |
| 27. Sep. 2015 | 13    | Berlin-Marathon                               | Berlin                   | 02:30:19 | ursprüngliche Olympianorm (2:28:30) verpasst                                                                       |
| 23. Aug. 2015 | 6     | Kärnten läuft                                 | Klagenfurt am Wörthersee | 01:15:14 | Halbmarathon am Wörthersee                                                                                         |
| 26. Juli 2015 | 2     | Rio de Janeiro Marathon                       | Rio de Janeiro           | 02:39:15 | Zweite hinter der Kenianerin Caroline Chemutai Komen                                                               |
| 28. Juni 2015 | 1     | SportScheck-Lauf München                      | München                  | 01:17:41 | |
| 12. Apr. 2015 | 5     | Vienna City Marathon                          | Wien                     | 02:30:50 | |
| 12. Okt. 2014 | 1     | Bad Hersfelder Lollslauf                      | Bad Hersfeld             | 01:16:13 | Halbmarathon, zeitgleich mit ihrer Schwester Lisa                                                                  |
| 28. Sep. 2014 | 7     | Berlin-Marathon                               | Berlin                   | 02:26:44 | als beste Deutsche mit persönlicher Marathon-Bestzeit                                                              |
| 29. Juni 2014 | 1     | SportScheck-Lauf München                      | München                  | 01:15:13 | |
| 13. Apr. 2014 | 1     | Vienna City Marathon                          | Wien                     | 02:28:59 | |
| 27. Okt. 2013 | 8     | Frankfurt-Marathon                            | Frankfurt am Main        | 02:27:55 | als beste Europäerin                                                                                               |
| 13. Okt. 2013 | 1     | Bad Hersfelder Lollslauf                      | Bad Hersfeld             | 01:14:21 | Halbmarathon, zeitgleich mit Lisa Hahner                                                                           |
| 21. Sep. 2013 | 2     | Greifenseelauf                                | Greifensee               | 01:13.26 | Halbmarathon |
| 14. Okt. 2012 | 1     | Grand 10 Berlin                               | Berlin                   | 00:33:50 | Straßenlauf über 10 km                                                                                             |
| 30. Sep. 2012 | 8     | Berlin-Marathon                               | Berlin                   | 02:30:37 | [ 30 ] |
| 4. Aug. 2012  | 36    | Berliner City-Nacht                           | Berlin                   | 00:33:24 | 10-km-Straßenlauf                                                                                                  |
| 29. Apr. 2012 | 6     | Düsseldorf-Marathon                           | Düsseldorf               | 02:30:14 | erster Marathon-Start                                                                                              |
| 11. Dez. 2011 | 5     | Crosslauf-Europameisterschaften 2011          | Velenje                  | 00:20:05 | Start bei den U23-Frauen (6 km); zweiter Rang in der Teamwertung mit Lisa Hahner, Corinna Harrer und Jana Soethout |
| 12. Dez. 2010 | 23    | Crosslauf-Europameisterschaften 2010          | Albufeira                | 00:21:19 | U23-Frauen |

2009
- Deutsche Meisterin Juniorinnen Mannschaft über 10 km

2010
- 1. Platz Sky Run Berlin
- 1. Platz Sky Run Frankfurt
- Deutsche Meisterin Juniorinnen Mannschaft 10 km Straße
- Deutsche Meisterin Frauen Mannschaft 10 km Straße
- Deutsche Meisterin Juniorinnen Cross
- Deutsche Meisterin Juniorinnen Mannschaft Cross
- Deutsche Meisterin Frauen Mannschaft Cross

2011
- Deutsche Meisterin Juniorinnen Cross
- Silbermedaille U23-Cross-Europameisterschaften Mannschaft

2012
- 1. Platz Deutscher Cross Cup

## Bestleistungen
- 3000 m: 9:33,44 min, 1. September 2010, Pfungstadt
- 5000 m: 16:07,33 min, 23. Mai 2012, Koblenz
- 10.000 m: 34:48,62 min, 1. Mai 2010, Ohrdruf
- 10-km-Straßenlauf: 33:24 min, 4. August 2012, Berliner City-Nacht
- Halbmarathon: 1:13:12 h, 27. September 2015, Berlin
- Marathonlauf: 2:26:44 h, 28. September 2014, Berlin

## Publikationen
- Anna & Lisa Hahner: Time to Run: Das Trainingstagebuch für alle, die das Laufen lieben. Spomedis Verlag, Hamburg 2016, ISBN 978-3-95590-096-0.